# Iotroata magna
Iotroata magna är en svampdjursart som först beskrevs av Lawrence Morris Lambe 1900.  Iotroata magna ingår i släktet Iotroata och familjen Iotrochotidae. Inga underarter finns listade i Catalogue of Life.